# Yisr al-Shugur
Yisr al-Shugur (en árabe: جسر الشغور‎, [dʒɪsr aʃˈʃuɣuːr]) es una ciudad en la Gobernación de Idlib, en el noroeste de Siria.

## Geografía
Yisr al-Shugur se encuentra a una altitud de 170 m sobre el nivel del mar. El río Orontes transcurre por la ciudad. Esta se sitúa en la rica llanura aluvial de Ghab, en la parte oriental de la Cordillera de an-Nusayriyah (también conocida como Jebel Ansariye).

## Historia
Yisr al-Shugur ha sido desde hace mucho un punto de descanso importante en las rutas comerciales, y se encuentra en la ruta principal entre Latakia, 75 km al oeste, y Alepo, 104 km al este. El área ha estado habitada continuamente desde hace 10.000 años. Se cree que la ciudad antigua de Qarqar estaba situada a unos 7 km al sur de la ciudad moderna, establecida en el periodo helenístico como Seleucia ad Belum. Los romanos la llamaron Niaccuba y construyeron un puente de piedra que cruzaba el Orontes.
Poco queda de la ciudad antigua, exceptuando partes del puente romano reparado, incorporado en la actualidad en una constricción de los mamelucos del siglo XV que todavía se usa como uno de los dos puentes de la ciudad que cruzan el río. El diseño en forma de V del puente se hizo con la intención de que aguantara la corriente del río. Aunque Yisr al-Shugur contiene principalmente construcciones modernas, todavía permanecen en pie varios edificios de la era otomana, incluyendo un Caravasar construido en el centro del casco antiguo entre 1660 y 1675, y restauradO en 1826-27.
La ciudad ha sido descrita como de carácter conservador y predominantemente suní, y ha sido el foco de mucha protestas contra el gobierno del Partido Baath, secular y nacionalista árabe. En la ciudad tuvo lugar un asesinato en masa por las fuerzas de seguridad sirias en 1980 que precedió a la más notoria masacre de Hama contra la organización islamista de los Hermanos Musulmanes. El 9 de marzo de 1980, tras una serie de protestas antigubernamentales por toda Siria, los habitantes de Yisr al-Shugur marcharon contra la sede local del Partido Baath y la incendiaron. La policía fue incapaz de restaurar el orden y huyó. Algunos manifestantes recogieron armas y munición de un cuartel militar cercano. Más tarde ese día, las Fuerzas Especiales del Ejército Sirio fueron transportadas en helicóptero desde Alepo para recuperar el control. Objetivo que lograron tras bombardear el pueblo con cohetes y morteros, destrozando casas y tiendas y matando e hiriendo a docenas de personas. Al menos 200 personas fueron arrestadas. El día siguiente, un tribunal militar ordenó la ejecución de más de cien detenidos. En total, sobre 150-200 personas murieron.

### Guerra Civil Siria
Los enfrentamientos empezaron en Yisr al-Shugur el 6 de junio de 2011, durante los meses iniciales de la Guerra Civil Siria, en una operación contra manifestantes a favor de la democracia. Según la televisión estatal siria, grupos armados atacaron a las fuerzas de seguridad locales, matando a 120 miembros y asegurando el control de la ciudad. Muchos civiles huyeron a Latakia. Algunos civiles desmintieron la versión gubernamental, asegurando que los muertos fueron asesinados por su propio bando al desertar. La ciudad fue abandonada por la mayoría de sus habitantes, y muchos huyeron a la vecina Turquía, mientras el Ejército Sirio se preparaba para retomarla. La operación duró hasta el 12 de junio.
El Ejército Libre Sirio consiguió tomar el control de la ciudad entre diciembre de 2011 y enero de 2012. La ciudad se convertiría entonces en un centro rebelde importante. Aunque a fecha de junio de 2012 el ELS mantenía el control de la ciudad, Al Jazeera informó en octubre de 2012 que el gobierno sirio controlaba Yisr al-Shugur.

## Demografía
En 2010, la ciudad tenía una población de 44.322 habitantes.
| Evolución demográfica de Yisr al-Shugur                                                     | Evolución demográfica de Yisr al-Shugur | Evolución demográfica de Yisr al-Shugur | Evolución demográfica de Yisr al-Shugur |
| 1970                                                                                        | 1981                                    | 2003                                    | 2010                                    |
| ------------------------------------------------------------------------------------------- | --------------------------------------- | --------------------------------------- | --------------------------------------- |
| 15.163                                                                                      | 21.461                                  | 37.121                                  | 44.322                                  |
| Los datos de 1970 y 1981 corresponden a censos oficiales. Los otros datos son estimaciones. |                                         |                                         |                                         |